# Quercus aucheri
Quercus aucheri là một loài thực vật có hoa trong họ Cử. Loài này được Jaub. & Spach miêu tả khoa học đầu tiên năm 1843.